# Thermozodium
Thermozodium är ett släkte av trögkrypare. Thermozodium ingår i familjen Thermozodiidae.
Släktet innehåller bara arten Thermozodium esakii. Thermozodium är enda släktet i familjen Thermozodiidae.